# Цвеич, Бисерка

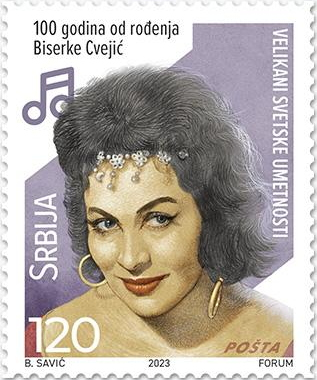
Почтовая марка Сербии, приуроченная к столетию со дня рождения югославской и сербской оперной певицы Бисерки Цвеич, 2023

Бисерка Цвеич (серб. Бисерка Цвејић; 5 ноября 1923, Крило Сплитско-Далматинска, Королевство сербов, хорватов и словенцев (ныне Хорватия — 7 января 2021) — югославская и сербская оперная певица (меццо-сопрано), музыкальный педагог.

## Биография
Родилась в Далмации, вместе с родителями переехала в Бельгию. Начала петь в церкви, где ей посоветовали учиться вокалу. После окончания Второй мировой войны вернулась в Югославию.
В 1953 году окончила Музыкальную академию в Белграде под руководством Йосифа Риявеца. Дебютировала в белградском Национальном театре в 1950 году.
С 1960 года — солистка Венской государственной оперы, с 1961 г. постоянно гастролировала в «Метрополитен-опера» (Нью-Йорк), пела в Королевско театре Ковент-Гарден (Лондон), Ла Скала (Милан), Париже, Стокгольме, Большом театре (Москва), Санкт-Петербурге, Загребе и других крупных оперных театрах.
Более двадцати лет преподавала вокал в Музыкальной академии Белграде, затем в Музыкальной академии в Нови-Саде. В числе её известных учеников — один из самых ярких оперных певцов в мире баритон Желько Лучич.
Бисерка Цвеич являлась членом Ассоциации музыкальных артистов Сербии.

## Избранные оперные партии
- Кармен (Кармен Жоржа Бизе)
- Шарлотта и Дульсинея («Вертер» и «Дон Кихот» Жюля Массне),
- Дидона («Дидона и Эней» Г. Пёрселла),
- Амнерис; Эболи («Дон Карлос» Дж. Верди),
- Вера Боронел («Консул» Д. К. Менотти).
- Полина («Пиковая дама» П. И. Чайковского)

Выступала в концертах во многих городах стран Европы, участвовала в музыкальных фестивалях. Исполняла сольные партии в реквиеме В. А. Моцарта, кантатах К. Орфа и др.

## Награды
- Орден Почётного легиона (2001, Франция)
- Золотая медаль «За заслуги» (2017, Сербия)[3].
- Премия им. 7 июля Социалистической Республики Сербия (Белград)